# Noord-Brabantsche Golfclub Toxandria
De Noord-Brabantsche Golfclub Toxandria is een Nederlandse golfclub in Molenschot.

## Geschiedenis
De club werd, als eerste in Noord-Brabant, door industrieel Charles Stulemeijer op 5 juli 1928 opgericht en is een van de oudste golfbanen in Nederland. De eerste voorzitter was Willem van Sonsbeeck, ook burgemeester van Breda. Aanvankelijk werden er slecht negen holes aangelegd door de Fa Copijn uit Groenekan. Het ontwerp was van J.F. Morrison, van Colt, Allison and Morrison. Op 14 september 1929 werd de baan geopend. De club had al 118 leden, dat was toen 13% van de Nederlandse golfers. 
Het ontwerp van de tweede 9 in 1937 was van de clubsecretaris en werd door Morrison goedgekeurd. Met subsidie om werklozen bezig te houden werden die holes aangelegd. Op 10 april 1937 werd de 18 holes geopend.

In 1984 werd meer grond aangekocht en kreeg de baan twee nieuwe holes. Andere holes werden aangepast en kregen meer ruimte. Joan Dudok van Heel hield zich hiermee bezig.

## Het Open
Tijdens de oorlog werd het clubhuis en een deel van de baan in beslag genomen. Het aantal leden daalde naar 53.

Na de oorlog herstelde de club zich snel, zodat in 1950 het Dutch Open daar kon plaatsvinden. Gelukkige winnaar was de Argentijn Roberto De Vicenzo. In 1965 werd het Open er nog eenmaal gespeeld, winnaar was toen de Spanjaard Ángel Miguel, maar de baan kan het grote aantal toeschouwers niet herbergen.

## International Junior Open
Sinds 1984 wordt het Dutch Junior Open op Toxandria gespeeld. In 2011 is het 28ste RiverWoods Junior Open op Toxandria. Het toernooi is gegroeid en er zijn deelnemers uit meer dan twintig landen. De winnaar krijgt een wildcard voor het KLM Open en de winnares een wildcard voor het Deloitte Ladies Open.

## Trivia
- Toxandria was de thuisbaan van Rolf Muntz.